# Nina Simone

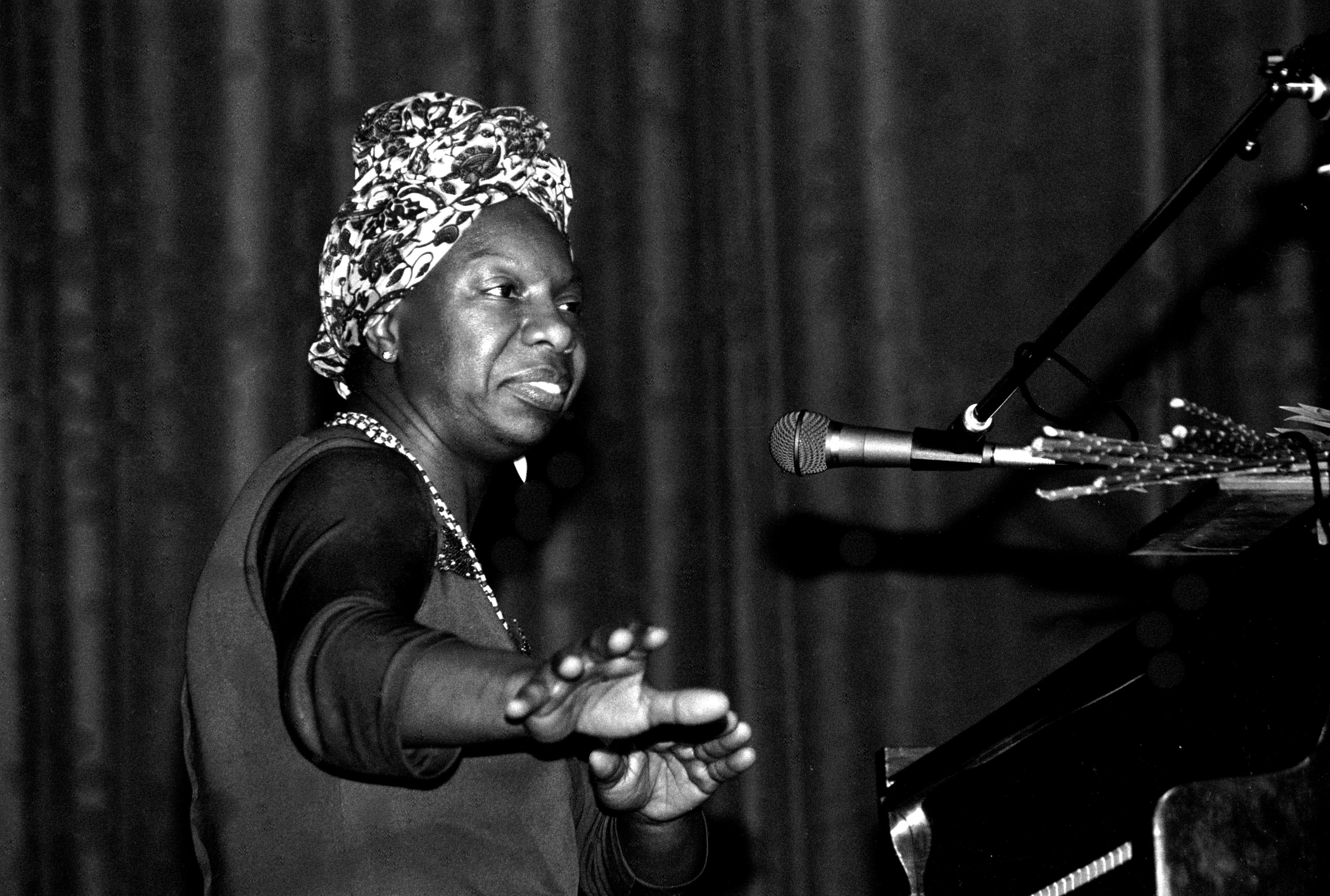
Nina Simone i maj 1982.

Eunice Kathleen Waymon, mest känd under artistnamnet Nina Simone, född 21 februari 1933 i Tryon i North Carolina, död 21 april 2003 i Carry-le-Rouet i Bouches-du-Rhône, Frankrike, var en amerikansk sångerska, kompositör, pianist och aktivist för medborgerliga rättigheter.
Nina Simones röst pendlade ofta mellan obevekligt skarp och hård, till hjärtskärande och utlämnande. Hon var kontraalt och brydde sig inte alltid om att sjunga vackert, däremot var hon alltid uttrycksfull. Hennes pianospel var virtuost och aldrig slentrianmässigt och man kan också höra hennes klassiska skolning slå igenom i många av hennes tolkningar. Simone var känd för att kunna repetera in nya låtar i ett enda försök.
Hon tog sig an många jazzstandards, exempelvis "My Baby Just Cares for Me" som fick en renässans och tog henne högt upp på topplistor världen över när den under 1980-talet användes i parfymreklam.
Simone deltog aktivt i kampen för de svartas rättigheter i USA. Några av hennes mest kända låtar som också beskriver förtrycket av svarta är "Four Women", "Mississippi Goddam" och "To Be Young, Gifted and Black".
Simone har ibland kallats "The High Priestess of Soul", efter en av sina skivor. Hon fick två hedersdoktorat, därför omnämner en del av hennes fans gärna henne som "Dr. Nina Simone". Hon var enligt egen utsago en diva och ville hellre liknas vid Maria Callas än Billie Holiday.
Nina Simones dotter Lisa Simone, född Lisa Celeste Stroud 1962, är också sångerska och fick ett större genombrott i slutet av 1990-talet.

## Biografi
Nina Simone föddes i Tryon i North Carolina som det sjätte i en skara av totalt åtta barn i en fattig familj. Hon började att spela piano vid tre års ålder.
Simone ville egentligen bli konsertpianist och studerade bland annat på den välkända musik- och teaterskolan Juilliard School i New York, men blev istället känd som jazz- och bluesartist. Själv avskydde hon dessa kategoriseringar och tyckte att de oftast var ett uttryck för rasism.
Hennes egen stil, blandningen av jazz, blues och klassisk musik, fick sin början när hon tog arbete som barpianist på Midtown Bar & Grill på Pacific Avenue i Atlantic City. Hon gjorde det av tvång för att kunna finansiera sin studier. Simone ville bara spela piano till en början, men hennes chef insisterade på att hon även skulle sjunga. 1954 tog hon artistnamnet Nina Simone. "Nina" var ett smeknamn hon fått av en pojkvän (baserat på ordet "niña", "flicka" på spanska) och "Simone" tog hon från skådespelaren Simone Signoret som hon hade sett i filmen Möte under stjärnorna. Under denna period skapades en liten men lojal grupp av fans kring Simone som musiker.
1958 gifte hon sig med Don Ross, en beatnik som arbetade på ett nöjesfält och som hon hade träffat samma år. Efter en kort tid ångrade båda två giftermålet och skildes. Samma år spelade hon in en coverversion av George Gershwins låt "I Loves You Porgy" i en studio för att göra en av sina vänner en tjänst. Låten blev en succé och hamnade på topp 40 på Billboard Hot 100-listan. Hon skrev kontrakt med Bethlehem Records som gav ut hennes debutalbum Little Girl Blue.
Hon flyttade från USA under tidigt 1970-tal, och uppgav rasismen i landet som skäl. Hon flyttade sedan aldrig tillbaka dit. Hon flackande därefter av och till mellan olika länder som
Nederländerna, Storbritannien, Liberia och Bahamas. 
1992 anlände hon till Frankrike och bosatte sig slutligen där, i närheten av Aix-en-Provence i södra Frankrike. Vid tiden för sin död bodde hon i staden Carry-le-Rouet. Nina Simone dog den 21 april 2003 efter en lång tids sjukdom i bröstcancer.

## Diskografi

### Originalalbum
- 1958 – Little Girl Blue
- 1959 – The Amazing Nina Simone
- 1959 – Nina Simone at Town Hall (live och studio)
- 1960 – Nina Simone at Newport (live)
- 1961 – Forbidden Fruit
- 1962 – Nina at the Village Gate (live)
- 1962 – Nina Simone Sings Ellington (live)
- 1963 – Nina Simone at Carnegie Hall (live)
- 1964 – Folksy Nina (live)
- 1964 – Nina Simone in Concert (live)
- 1964 – Broadway-Blues-Ballads
- 1965 – I Put a Spell on You
- 1965 – Sincerely Nina (live och studio)
- 1965 – Pastel Blues
- 1966 – Nina Simone with Strings (stråkar tillagda i efterhand)
- 1966 – Let It All Out (live och studio)
- 1966 – Wild Is the Wind
- 1967 – High Priestess of Soul
- 1967 – Nina Simone Sings the Blues
- 1967 – Silk & Soul
- 1968 – 'Nuff Said! (live och studio)
- 1969 – Nina Simone and Piano
- 1969 – To Love Somebody
- 1970 – Gifted & Black
- 1970 – Black Gold (live)
- 1971 – Here Comes the Sun
- 1972 – Emergency Ward (live och studio)
- 1972 – Nina Simone Sings Billie Holiday (live)
- 1973 – Live at Berkeley (live)
- 1973 – Gospel According to Nina Simone (live)
- 1974 – It Is Finished (live)
- 1978 – Baltimore
- 1979 – A Very Rare Evening (live från 1969)
- 1980 – The Rising Sun Collection (live)
- 1982 – Fodder on My Wings
- 1984 – Backlash (live)
- 1985 – Nina's Back!
- 1987 – Let It Be Me (live)
- 1988 – Live & Kickin (live från 1985)
- 1993 – A Single Woman
- 1999 – Live at Ronnie Scott's (live från 1985)

## Kulturella referenser
- I filmen Kodnamn: Nina är Nina Simone huvudkaraktären Maggie Haywards favoritartist.
- Nina Simone spelades av Zoe Saldana i filmen Nina (2016).
- I Olivier Bourdeauts debutroman I väntan på bojangles spelas, på en gammal fin grammofon, alltid samma vinylskiva med Nina Simone och alltid samma låt: "Mister Bojangles".